# Blaesoxipha uncata
Blaesoxipha uncata är en tvåvingeart som först beskrevs av Wulp 1896.  Blaesoxipha uncata ingår i släktet Blaesoxipha och familjen köttflugor. Inga underarter finns listade i Catalogue of Life.